# Eriococcus insignis
Eriococcus insignis är en insektsart som beskrevs av Robert Newstead 1891. I den svenska databasen Dyntaxa används istället namnet Acanthococcus insignis. Enligt Catalogue of Life ingår Eriococcus insignis i släktet Eriococcus och familjen filtsköldlöss, men enligt Dyntaxa är tillhörigheten istället släktet Acanthococcus och familjen filtsköldlöss. Arten är reproducerande i Sverige. Inga underarter finns listade i Catalogue of Life.